# Paspalum insulare
Paspalum insulare är en gräsart som beskrevs av Erik Leonard Ekman. Paspalum insulare ingår i släktet tvillinghirser, och familjen gräs. Inga underarter finns listade i Catalogue of Life.